# Łaźne Skały
Der Łaźne Skały ist ein Berg in den polnischen Kleinen Pieninen, einem Gebirgszug der Pieninen, mit 770 Metern Höhe über Normalnull.

## Lage und Umgebung
Der Łaźne Skały liegt im Hauptkamm der Pieninen. Nördlich des Gipfels liegt das Tal des Gebirgsflusses Grajcarek.

## Tourismus
Der Gipfel ist von allen umliegenden Ortschaften leicht auf markierten Wanderwegen erreichbar. Er liegt außerhalb des polnischen Pieninen-Nationalparks. Seine Südhänge liegen in slowakischen Pieninen-Nationalpark.

### Routen zum Gipfel
Markierte Routen zum Gipfel führen von Szczawnica und Czorsztyn:
- ▬ der blau markierte Kammweg von Czorsztyn über die Mittleren Pieninen, die Überfahrt Nowy Przewóz, über den Fluss Dunajec nach Szczawnica, über den Hauptkamm der Kleinen Pieninen bis in die Sandezer Beskiden.